# Тугалуд
Туга — опустевшая деревня в Игринском районе Удмуртской республики.

## География
Находится в центральной части Удмуртии на расстоянии приблизительно 26 км на северо-восток по прямой от районного центра поселка Игра.

## История
Известна с 1873 года как починок Тугулуд (Вуж-тугы, Мыр-Ошмег) с 3 дворами, в 1905 (Тугулудский) — 15 дворов, в 1924 — 22. С 1939 года деревня Тугалуд. До 2021 года входила в состав Лозо-Люкского сельского поселения.

## Население
Постоянное население составляло 42 человека (1873 год), 112 (1905), 218 (1924, все удмурты), 4 человека в 2002 году (удмурты 100 %), 0 в 2012.